# Araneus guttatus
Araneus guttatus là một loài nhện trong họ Araneidae.
Loài này thuộc chi Araneus. Araneus guttatus được Eugen von Keyserling miêu tả năm 1865.